# Jennie Hurkmans
Jennie Hurkmans, född 28 mars 1984, är en svensk friidrottare (mångkamp). Hon tävlar för Turebergs FK. Hon vann SM-guld i sjukamp år 2006.

## Personliga rekord
| Utomhus - 200 meter – 26,05 (Jyväskylä, Finland 2 juli 2005) - 400 meter – 59,09 (Gävle 18 juli 2010) - 400 meter – 59,34 (Eskilstuna 18 augusti 2011) - 800 meter – 2:13,95 (Göteborg 9 juni 2016) - 800 meter – 2:14,37 (Söderhamn 8 augusti 2015) - 800 meter – 2:18,39 (Jyväskylä, Finland 3 juli 2005) - 100 meter häck – 14,64 (Jyväskylä, Finland 2 juli 2005) - 400 meter häck – 1:00,82 (Gävle 13 augusti 2011) - 1 500 meter hinder – 5:36,40 (Sollentuna 18 maj 2013) - Höjd – 1,56 (Åbo, Finland 28 maj 2005) - Höjd – 1,52 (Jyväskylä, Finland 7 juni 2008) - Höjd – 1,51 (Jyväskylä, Finland 2 juli 2005) - Längd – 5,56 (Huddinge 31 juli 2005) - Längd – 5,52 (Jyväskylä, Finland 3 juli 2005) - Kula – 11,67 (Huddinge 30 juli 2005) - Kula – 11,32 (Värnamo 19 juli 2008) - Spjut – 47,83 (Helsingborg 21 augusti 2005) - Spjut – 45,54 (Jyväskylä, Finland 3 juli 2005) - Sjukamp – 5 238 (Åbo, Finland 29 maj 2005) - Sjukamp – 5 199 (Jyväskylä, Finland 3 juli 2005) | Inomhus - 400 meter – 57,96 (Göteborg 26 februari 2005) - 800 meter – 2:16,36 (Örebro 18 februari 2012) - 60 meter häck – 9,02 (Västerås 5 mars 2006) - Längd – 5,27 (Västerås 5 mars 2006 2010) - Femkamp – 3 685 (Bollnäs 11 februari 2007) |

### Fotnoter
1. ↑  ”I nya klubbdräkter 2009”. friidrott.se. 16 oktober 2008. Arkiverad från originalet den 28 oktober 2016. https://web.archive.org/web/20161028154039/http://www.friidrott.se/nyheter.aspx?id=8879. Läst 27 oktober 2016.
2. ↑  ”Tävlingsårsskiftesövergångar 15 november 2008”. friidrott.se. 22 oktober 2008. Arkiverad från originalet den 21 november 2016. https://web.archive.org/web/20161121045327/http://www.friidrott.se/forbundsinfo/overgangar/arsskifte0809.aspx. Läst 27 november 2016.
3. ↑  ”Karensövergångar 2010”. friidrott.se. 23 september 2010. Arkiverad från originalet den 24 juli 2021. https://web.archive.org/web/20210724181550/https://arkiv.friidrott.se/forbundsinfo/overgangar/karens10.aspx. Läst 27 november 2016.
4. 1 2  Wiger 2006, s. 239.
5. ↑  ”SM i mångkamp 2006”. Arkiverad från originalet den 28 mars 2007. https://web.archive.org/web/20070328045417/http://www.faluik.se/resultat/2006/mangkamp.htm. Läst 25 mars 2015.
6. ↑  ”SM i mångkamp 2008”. Arkiverad från originalet den 11 augusti 2010. https://web.archive.org/web/20100811080640/http://www.warnamosk.f.se/2008/msm.html. Läst 25 mars 2015.
7. 1 2  ”Stafett-SM 2010”. ranas4h.nu. Arkiverad från originalet den 8 december 2015. https://web.archive.org/web/20151208144853/http://www.ranas4h.nu/resultat/2010/stafett-sm.html. Läst 29 maj 2013.
8. ↑  ”SM mångkamp 2005, resultat”. Arkiverad från originalet den 18 juli 2007. https://web.archive.org/web/20070718131357/http://www.ka2if.k.se/Resultat/Resultat2005/mangkampssm05.html. Läst 13 april 2015.
9. ↑  ”SM mångkamp 2007, resultat”. bollnasfik.com. Arkiverad från originalet den 12 april 2015. https://web.archive.org/web/20150412195036/http://www.bollnasfik.com/ism/resultat.php. Läst 6 april 2015.
10. 1 2 3 4 5 6 7 8 9 10 11 12 13 14 15 16 17  ”Personsida på AllAthletics”. all-athletics.com. Arkiverad från originalet den 28 oktober 2016. https://web.archive.org/web/20161028215718/http://www.all-athletics.com/en-us/athlete/148385. Läst 28 oktober 2016.
11. 1 2 3 4 5 6 7 8  ”Personsida hos IAAF”. iaaf.org. https://www.iaaf.org/athletes/sweden/jennie-hurkmans-208378. Läst 28 oktober 2016.
12. 1 2 3 4 5 6 7 8 9 10  ”Personsida på European Athletics' webbplats”. european-athletics.org. http://www.european-athletics.org/athletes/group=h/athlete=131502-hurkmans-jennie/index.html. Läst 28 oktober 2016.